# Haplogrup DE del cromosoma Y humà
L'haplogrup DE del cromosoma Y humà (M1, M145, M203) és un haplogrup que es distingeix per la mutació YAP+. L'haplogroup DE* ha estat trobat a una freqüència molt baixa entre els homes de poblacions modernes de Nigèria. Les subhaplogrups que han fet més fortuna i s'han escampat més han estat el D i l'E.
YAP és una mutació del cromosoma Y que defineix haplogrups específics. Apareix en l'haplogrup DE i subseqüentment als D i E. El cromosoma Y que té la mutació YAP és anomenat YAP positiu (YAP+), i el que no el té YAP negatiu (YAP-). La mutació YAP va aparèixer per còpia d'una seqüència Alu que es va inserir en aquest punt del cromosoma Y.